# 印刷机
印刷机是一种把着墨面压在媒体面（如纸和布料）的机械装置，以此来成像。最早由德国人古腾堡于1440年发明。
印刷机是印刷文字和图像的机器。现代印刷机一般由装版、涂墨、压印、输纸（包括折叠）等机构组成。它的工作原理是：先将要印刷的文字和图像制成印版，装在印刷机上，然后由人工或印刷机把墨涂敷于印版上有文字和图像的地方，再直接或间接地转印到纸或其他承印物（如纺织品、金属板、塑胶、皮革、木板、玻璃和陶瓷）上，从而复制出与原稿相同的印刷品。印刷机的发明和发展，对于人类文明和文化的传播具有重要作用。
印刷机按印版形式分为凸版、平版、凹版和孔版印刷机；安装版和压印结构分为平压平式、圆压平式和圆压圆式印刷机。

## 印刷机的分类

### 按印版种类分
- 凸版印刷机（relief printing press）：使用凸版完成印刷过程的机器。如名片机（树脂版）、铅字印刷、锌凸版、套号码字等。
- 平版印刷机（planographic press）：使用平版完成印刷过程的机器。如多色机、四色机、双色机、单色机、快速印刷机等。
- 凹版印刷机（intaglio printing press）：使用凹版完成印刷过程的机器。如方便面之玻璃袋印刷、饼干之铝箔袋包装等。
- 丝网印刷机（screen-process printing press）：使用丝网版完成印刷过程的机器。孔版印刷：如网印、电路板印刷、布花印刷、罐头印刷、铭版印刷、局部上光等。
- 数码印刷机（digital printing press）：使用平板直接成像完成印刷过程的机器。在机成像可以通过连续喷墨（continuousinkjet）、按需喷墨（drop-on-demand）、电凝成像技术、磁记录数字、静电成像数字、电凝聚数字等方式实现。具有一张起印、无需制版、无需分色印制等特点，是对传统印刷机的补充和升级。

### 按使用纸张形式分类
- 单张纸印刷机（sheet-fed printing press）：使用单张纸的印刷机。
- 卷筒纸印刷机（roll-fed printing press）：使用卷筒纸的印刷机。

### 按压印结构形式分类
- 平压平印刷机（platen press）：印版支承体和压印体都是平的印刷机。
- 圆压平印刷机（平台印刷机，flat-bed cylinder press）：印版支承体是平的，而压印体是圆筒状的印刷机。
- 停回转印刷机（stop-cylinder press）：印版合作往复运动，前进时，压印滚筒旋转一周，返回时，压印滚筒停止旋转，完成一个印刷过程的印刷机。
- 一回转印刷机（single-revolution printing press）：印版台每往复运动一次，压印滚筒转一周，完成一个印刷过程的印刷机。
- 二回转印刷机（two-revolution printing press）：印版台每往复运动一次，完成一个印刷过程的印刷机
- 往复转印刷机（reversible printing press）：压印滚筒每往复旋转一次，完成一个印刷过程的印刷机。
- 圆压圆印刷机（rotary printing press）：印版支承体、转印体都是圆筒状的，完成印刷过程时全作旋转运动的印刷机。

### 按印刷色数和面数分类
- 单色印刷机（single-colour printing press）：一个印刷过程中，在纸张的一面印刷一种墨色的印刷机。
- 双色印刷机（two-colour printing press）：一个印刷过程中，在纸张的一面印刷两种以上墨色的印刷机。
- 多色印刷机（multi-colour printing press）：一个印刷过程中，在纸张的一面印刷两种以上墨色的印刷机。
- 双面单色印刷机（perfecting press）：一个印刷过程中，在纸张的两面都进行印刷的印刷机。
- 双面多色印刷机（multi-colour perfecting press）：一个印刷过程中，纸张至少有一面印刷两种以上墨色的双面印刷机。